# Manica (stad)
Manica is een stad in de Mozambikaanse provincie Manica. Het is de hoofdplaats van het district Manica. De stad ligt zo'n 65 km ten noordwesten van de provinciehoofdstad Chimoio en zo'n 20 km ten oosten van de grens met Zimbabwe. Manica verkreeg de status van stad op 5 december 1972.
Manica heeft een treinstation op de lijn Beira - Bulawayo. Door de stad loopt de Trans-Afrikaanse weg 9, de EN6 in Mozambique.

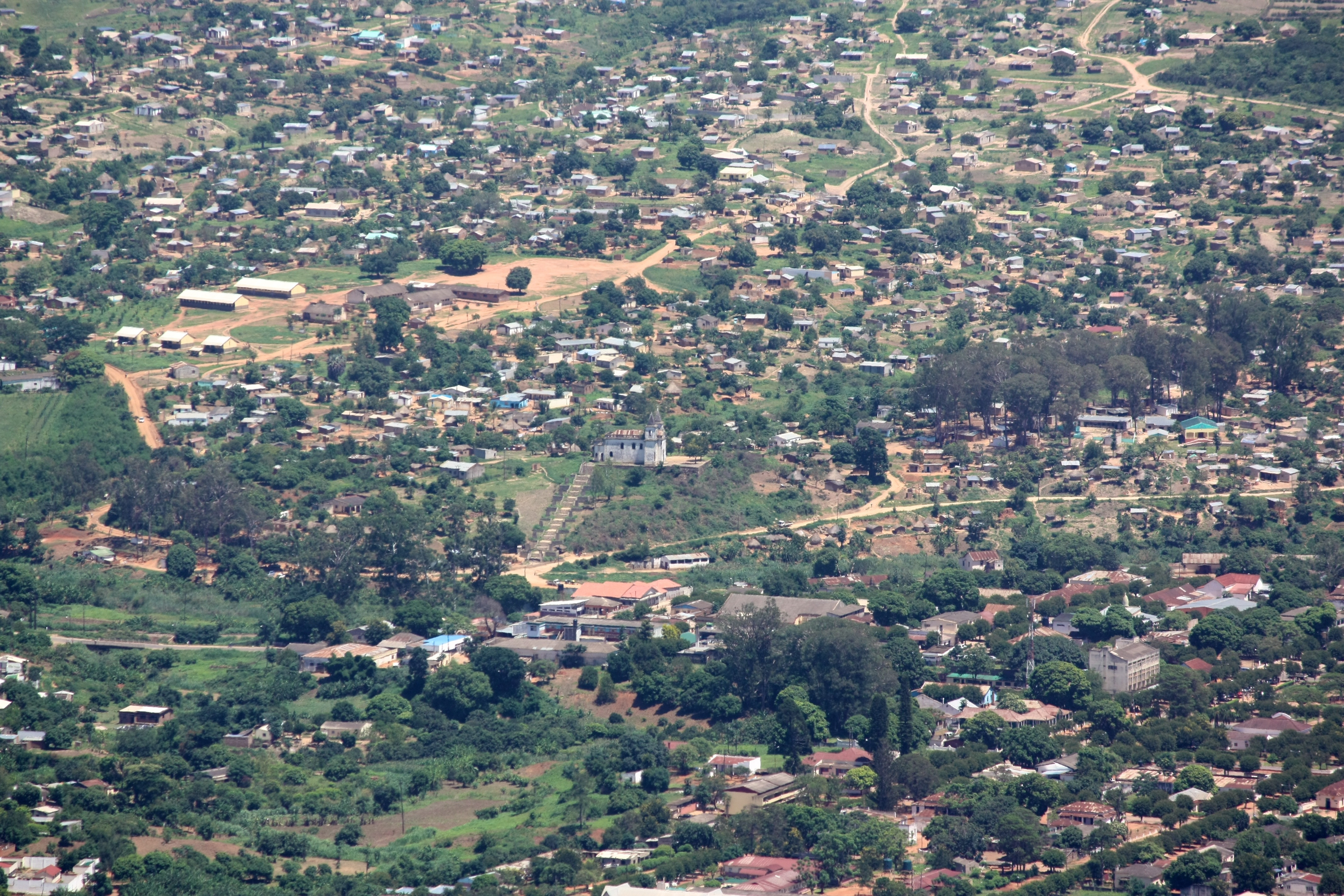
Zicht op Manica